# Diphysa punctata
Diphysa punctata o sarrapia es un árbol de la familia Fabaceae, de la cual se extrae la cumarina, sustancia aromatizante. Científicamente ha sido denominada, durante mucho tiempo, con el nombre de Coumarouna punctata. El nombre de la sustancia hace alusión al viejo nombre científico.
Existe confusión entre dos especies,  Diphysa punctata  es endémica a  México y Dipteryx punctata es endémica a  la Amazonia en Brasil, Venezuela, Guyana, Guyana Francesa y Colombia.

## Descripción
Árbol de 8 hasta 30 m de alto. Hojas compuestas con 4 a 6 foliolos aovados a oblongos, brevemente acuminados en el ápice, coriáceos, glabros, con puntos translúcidos, de 6 a 15 cm de largo por 3 a 6 cm de ancho.
Flores en pániculas cortas, rufo-tomentosas. Brácteas y bratéolas aovadas, hasta 7 mm de largo. Cáliz rufo-tomentoso externamente, acampanado, bilabiado, con el tubo de unos 4 mm de largo; los dos segmentos superiores aovado-oblongos, algo pubescentes hasta de 9 mm de largo; labio inferior brevemente tridentado. Pétalos de unos 9 mm de largo, muy desiguales. Estandarte aovado u orbicular y profundamente emarginado en el ápice. Alas oblicuo-oblongadas o aovadas, emarginadas. Quilla angosto-oblongas. Estambres, 10.
Legumbre ovoidea, drupácea, indehiscente, de unos 5 cm de largo por 3 cm de ancho, con una sola semilla.
La madera es dura, de color moreno, grano fino, poros grandes y llenos de pésima blanca y olorosa. 

## Distribución
Este árbol crece en forma silvestre entre el sur de Venezuela, norte de Brasil y la zona de las Guayanas. En Venezuela abunda principalmente en las cabeceras de los afluentes del margen derecho del Orinoco donde forma manchas extensas o sarrapiales.
NOTA: La especies Diphysa punctata es endémica a México, no existe en América del Sur. La Sarrapia crece silvestre en el Sur de Venezuela, norte de Brasil y en las Guayanas, es más abundante en las cabeceras de los afluentes de la margen derecha del río Orinoco donde forma manchas extensas o Sarrapiales, se conocen dos especies importantes de Sarrapia Dipteryx odorata y Dipteryx punctata, esta última presenta los frutos más pequeños, no tan cilíndricos. Entre las sarrapias existentes en el país, la más cotizada y de la cual se extrae la mayor cantidad de “cumarina” es la Sarrapia real o Yape (Hoyos, 1989). Existe confusión en el uso de los nombres entre dos especies, Dyphysa punctata es endémica a México y Dipteryx punctata es endémica a la Amazonia en Brasil, Venezuela, Guyana, Guyana Francesa y Colombia, y Hoyos hace referencia a otra especie con el nombre de Dipteryx odorata. También conocida con los nombres de Camarú, haba tonka, cumaruna, cumarú, cumbarú, sarrapia, tagua. Es natural de la zona  tropical de América, en especial  Bolivia,  Brasil,  Colombia,  Guayana, Perú y Venezuela (Aguilar H.F. 2018).

## Hábitat
Se desarrolla bien en una gran diversidad de suelos, pero generalmente prefiere las orillas de los ríos, con tierra formada como resultado de inundaciones, con textura suelta, algo arenosa o con mucha grava y rica en humus. Puede desarrollarse en general en todo tipo de suelos, siempre que estos tengan buen drenaje.
Aunque la sarrapia puede resistir cortos períodos de sequía, requiere de precipitaciones pluviales entre 1.500 y 2.500 mm y temperatura media anual de 21 a 26 °C. La sarrapia real, leguminosa de las Papilionidae, se propaga mediante semillas, las cuales pueden sembrarse en un semillero o en su lugar definitivo. En su etapa juvenil requiere sombra moderada o parcial hasta que logre alcanzar alturas de 1 a 2 m. En algunos países, cuando hacen plantaciones artificiales, suelen sembrar maíz o cambur entre los retoños para que les proporcionen sombra.
En Trinidad, donde existen plantaciones, suelen recoger los frutos entre los meses de marzo a mayo.

## Historia

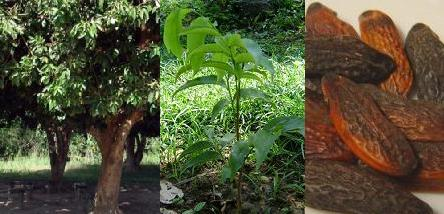
Árbol, retoño y semillas

En Venezuela la sarrapia se exportó por primera vez en 1847. A mediados del siglo XIX la semilla de sarrapia comenzó a ser muy cotizado como rubro de exportación-importación por la cumarina, componente químico con propiedades aromáticas, similar a la vainilla, muy importante para la industria tabacalera, farmacéutica, de perfumería y gastronómica.
Por años la sarrapia venezolana fue comprada por la American Tobacco Company para la fabricación del cigarrillo Lucky Strike. En la época de su mayor auge, que va desde 1890 hasta 1950, su comercialización fue monopolizada y el dictador venezolano Juan Vicente Gómez mostró interés en su explotación. Luego de la Segunda Guerra Mundial, el mercado de la sarrapia cayo lentamente. Sin embargo, la exportación del fruto se mantuvo, y desde 1983 han subido los precios.

## Usos

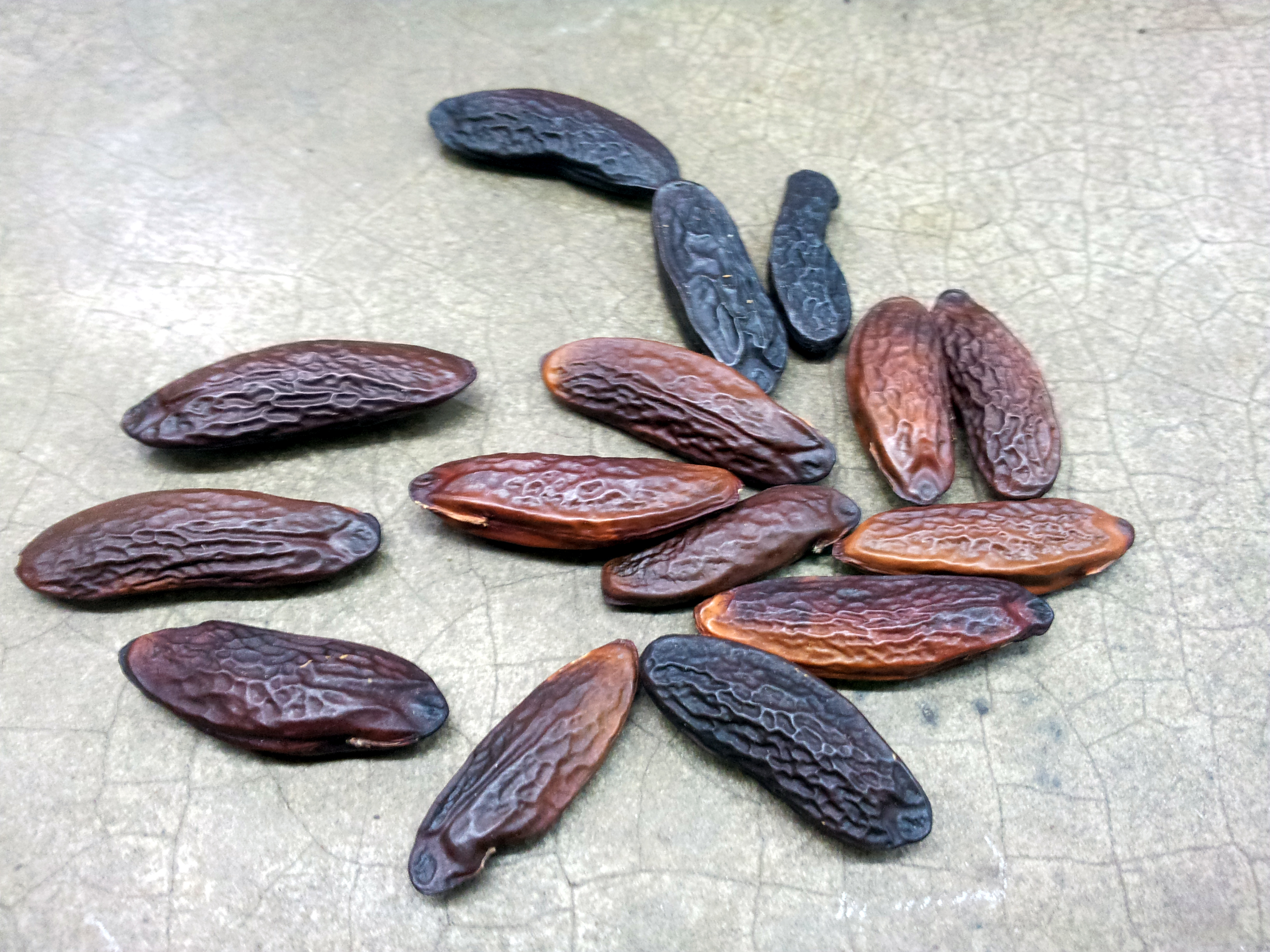
Semillas de sarrapia

De las semillas se extrae la cumarina sustancia con sabor similar a la vainilla que se utiliza para aromatizar tabacos, licores, jabones, rapés, productos de panadería y otros productos.
El uso de las semillas, como talismán fue común entre los indígenas del Amazonas, quienes confeccionaban collares y brazaletes con ellas.
Como árbol ornamental se puede utilizar en las zonas cálidas debido a la frondosidad de su copa y a su tronco recto.
Es el árbol emblemático del estado Bolívar, en Venezuela, árbol que ha favorecido, en parte, la zona sur del país donde crece en forma espontánea, debido al valor comercial de las semillas se cultiva mediante plantaciones. Entre todas las especies de sarrapias existentes en Venezuela, la más cotizada y de la cual se extrae mayor cantidad de cumarina es la sarrapia real o yape, conocida científicamente con el nombre de Diphysa punctata. La explotación de su cultivo se ha realizado por Ciudad Bolívar. Actualmente los principales países productores de sarrapia son Brasil, Venezuela, Trinidad y Tobago. Sus frutos son comestibles.
Se le atribuyen algunas propiedades medicinales sin embargo no existe evidencia médica que respalde estas creencias. Las semillas supuestamente actúan manteniendo el flujo natural del torrente sanguíneo, evitando así coágulos y trombosis. También se le atribuyen mejoras en el proceso de digestión de los alimentos y para aliviar los dolores estomacales por medio de infusiones.

## Taxonomía
Diphysa punctata fue descrita por Per Axel Rydberg y publicado en North American Flora 24(4): 211. 1924.

## Nombres comunes
En Venezuela se le conoce como sarrapia o yape. También se le conoce como cumaru, kumaru, o Brazilian teak. A la semilla o almendra se le conoce como haba tonka o tonka bean.